# Undulipodia

Secció transversal d'un undulipodi

Un undulipodi, undulipodium, en plural undulipodia (una paraula grega que significa 'peu basculant') o un orgànul 9 + 2 és una projecció extracel·lular filamentosa i mòbil de cèl·lules eucariotes. Bàsicament és sinònim de flagels i cilis, que són termes diferents per a estructures moleculars similars usades en diferents tipus de cèl·lules.
El nom va ser creat per diferenciar-se de les estructures anàlogues presents a les cèl·lules procariotes. Estructuralment és un complex de microtúbuls i proteïnes motrius.
L'ús del terme va ser recolzat per Lynn Margulis, sobretot en suport de la teoria endosimbiòtica. Els cilis eucariotes són estructuralment idèntics als flagels eucariotes, tot i que de vegades es fan distincions segons la funció i / o la longitud.